# Pterogorgia pinnata
Pterogorgia pinnata is een zachte koraalsoort uit de familie Gorgoniidae. De koraalsoort komt uit het geslacht Pterogorgia. Pterogorgia pinnata werd in 1855 voor het eerst wetenschappelijk beschreven door Valenciennes. 